# HMS Lion (1910)
HMS Lion là một tàu chiến-tuần dương của Hải quân Hoàng gia Anh Quốc, là chiếc dẫn đầu trong lớp của nó, vốn được đặt tên lóng là những "Con mèo Tráng lệ" (Splendid Cats). Chúng được cải tiến đáng kể so với những chiếc trong lớp Indefatigable dẫn trước về tốc độ, vỏ giáp và vũ khí. Lớp Lion nhanh hơn 2 hải lý trên giờ (3,7 km/h; 2,3 mph), thay đổi cỡ nòng dàn pháo chính từ 12 inch (305 mm) lên 13,5 inch (343 mm) với cùng số khẩu pháo, và có đai giáp chính dày đến 9 inch (229 mm) thay vì 6 inch (152 mm) như của lớp Indefatigable. Nó là nhằm đối phó với những tàu chiến-tuần dương đầu tiên của Hải quân Đức, lớp Moltke, vốn lớn hơn nhiều và mạnh mẽ hơn những tàu chiến-tuần dương đầu tiên của Anh, lớp Invincible.
Lion đã phục vụ như là soái hạm của lực lượng tàu chiến-tuần dương thuộc Hạm đội Grand Anh Quốc trong suốt Chiến tranh Thế giới thứ nhất, trừ những giai đoạn nó được sửa chữa hay tái trang bị. Nó đã đánh chìm tàu tuần dương hạng nhẹ Đức Köln trong trận Heligoland Bight, và đã hoạt động như là soái hạm của Phó Đô đốc David Beatty trong các trận Dogger Bank và Jutland. Nó bị hư hại nặng trong trận Heligoland Bight đến mức phải được chiếc Indomitable kéo quay trở về cảng; việc sửa chữa đã kéo dài hơn hai tháng. Còn trong trận Jutland, nó chịu đựng một đám cháy thuốc phóng nghiêm trọng đến mức có thể đã phá hủy toàn bộ con tàu, nếu như không có hành động kịp thời của Thiếu tá Francis Harvey, chỉ huy tháp pháo, người được truy tặng huân chương Chữ thập Victoria do đã ra lệnh làm ngập nước hầm đạn. Tuy nhiên, đám cháy đã phá hủy một tháp pháo, buộc phải tháo dỡ và tái cấu trúc khi con tàu được sửa chữa trong nhiều tháng sau đó.
Nó trải qua phần còn lại của cuộc chiến tuần tra tại Bắc Hải mà không gặp sự kiện gì, mặc dù đã hỗ trợ từ xa trong Trận Heligoland Bight thứ hai vào năm 1917. Đến năm 1920 Lion được đưa về lực lượng dự bị, rồi được bán để tháo dỡ vào năm 1924 theo những điều khoản của Hiệp ước Hải quân Washington.

## Thiết kế
Lớp tàu chiến-tuần dương Lion được thiết kế để vượt trội hơn những tàu chiến-tuần dương mới của Đức thuộc lớp Moltke, vốn được Hải quân Đức chế tạo nhằm đối phó với lớp Invincible của Anh. Sự gia tăng về tốc độ, vỏ giáp và vũ khí đã khiến kích cỡ của chúng tăng hơn 65% so với lớp Indefatigable, khiến cho chúng trở thành những tàu chiến lớn nhất thế giới vào lúc đó.

### Các đặc tính chung
Lion lớn hơn đáng kể so với lớp Indefatigable dẫn trước. Nó có chiều dài chung 700 foot (213,4 m), mạn thuyền rộng 88 foot 7 inch (27,0 m), và độ sâu của mớn nước là 32 foot 5 inch (9,9 m) khi đầy tải nặng. Con tàu có trọng lượng choán nước là 26.270 tấn Anh (26.690 t), và lên đến 30.820 tấn Anh (31.310 t) khi đầy tải nặng, hơn 8.000 tấn Anh (8.100 t) so với các con tàu trước đó. Nó có một chiều cao khuynh tâm 6 foot (1,8 m) khi đầy tải nặng,

### Động lực

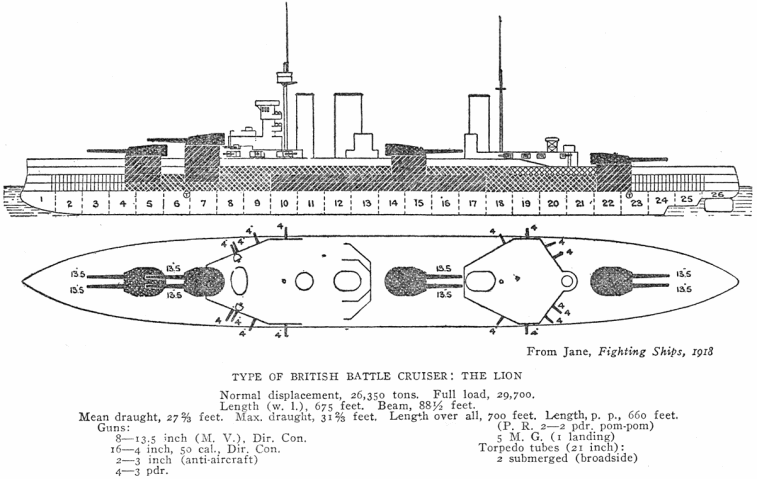
Sơ đồ mạn trái và sàn tàu của lớp Lion, lấy từ Jane's Fighting Ships 1918

Lion có hai bộ turbine hơi nước Parsons dẫn động trực tiếp được đặt trong các phòng động cơ riêng biệt. Các trục phía ngoài được nối với các turbine áp lực cao, hơi nước thoát ra được dẫn vào các turbine áp lực thấp dẫn động trục phía trong. Một tầng giảm tốc chạy đường trường được chế tạo vào vỏ của mỗi turbine áp lực cao phía trước để di chuyển ở tốc độ thấp. Hai chân vịt ba cánh phía trong của nó có đường kính 12 foot 3 inch (3,73 m) trong khi cặp chân vịt phía ngoài có đường kính 11 foot 8 inch (3,56 m). Turbine được cung cấp hơi nước từ 42 nồi hơi ống nước Yarrow bố trí trong 7 phòng nồi hơi. Chúng được thiết kế để cung cấp tổng công suất 70.000 mã lực càng (52.199 kW), nhưng đã đạt đến trên 76.000 shp (56.673 kW) khi chạy thử máy, cho dù Lion không vượt hơn tốc độ thiết kế 28 hải lý trên giờ (52 km/h; 32 mph) dành cho nó.
Nó có thể mang theo tối đa 3.500 tấn Anh (3.600 t) than cùng 1.135 tấn Anh (1.153 t) dầu đốt để phun vào than nhằm gia tăng tốc độ cháy. Ở trữ lượng nhiên liệu tối đa, tầm xa hoạt động của chúng là 5.610 hải lý (10.390 km) ở tốc độ 10 hải lý trên giờ (12 mph; 19 km/h).

### Vũ khí
Lion trang bị tám khẩu pháo BL 13,5 in (340 mm) Mark V trên bốn tháp pháo nòng đôi vận hành bằng thủy lực, được đặt tên lần lượt là 'A', 'B', 'Q' và 'Y' từ trước ra sau. Dàn pháo hạng hai của chúng bao gồm mười sáu khẩu BL 4 in (100 mm) Mk VII, hầu hết được đặt trong các tháp pháo ụ. Hai khẩu đội pháo 4 inch thuộc nhóm phía trước, được đặt trong ụ che trong giai đoạn 1913–1914 để bảo vệ pháo thủ của khẩu đội khỏi hoàn cảnh thời tiết khắc nghiệt và hoạt động của đối phương. Nhóm pháo 4 inch phía trước bên mạn phải được tháp dỡ sau tháng 4 năm 1917.
Nó được chế tạo mà không có súng phòng không, nhưng một khẩu kiểu QF 6 pounder Hotchkiss trên bệ MkIc góc cao đã được ổ sung trong giai đoạn từ tháng 10 năm 1914 đến tháng 7 năm 1915, có khả năng hạ đến 8° và nâng tối đa lên đến 60°. Nó bắn ra đạn pháo nặng 6 pound (2,7 kg) với lưu tốc đầu đạn 1.765 ft/s (538 m/s) và tốc độ bắn 20 viên mỗi phút. Trần bắn tối đa là 10.000 ft (3.000 m), nhưng tầm bắn hiệu quả chỉ đạt 1.200 thước Anh (1.100 m). Ngoài ra còn có một khẩu QF 3 inch 20 cwt trên bệ MkII góc cao được tăng cường vào tháng 1 năm 1915, rồi được bổ sung thêm một khẩu nữa vào tháng 7 năm đó; chúng có khả năng hạ đến 10° và nâng tối đa lên đến 90°. Nó bắn ra đạn pháo nặng 12,5 pound (5,7 kg) với lưu tốc đầu đạn 2.500 ft/s (760 m/s) và tốc độ 12–14 viên mỗi phút. Trần bắn hiệu quả của kiểu pháo này là 23.500 ft (7.163 m). Hai ống phóng ngư lôi ngầm 21 inch (530 mm) được trang bị bên mạn, con tàu mang theo 14 quả ngư lôi.

### Vỏ giáp
Sơ đồ vỏ giáp bảo vệ cho Lion nặng hơn so với những chiếc thuộc lớp Indefatigable; đai giáp ở mực nước làm bằng vỏ giáp Krupp dày đến 9 inch (229 mm) ở khoảng giữa con tàu so với 6 in (152 mm) trước đây. Nó được vuốt mỏng còn 4 inch (102 mm) về phía hai đầu con tàu, nhưng không đến tận mũi và đuôi. Đai giáp trên với độ dày tối đa 6 inch (152 mm) trên cùng chiều dài phần dày nhất của đai giáp ở mực nước, giảm còn 5 inch (127 mm) ngang với các tháp pháo tận cùng. Các tháp pháo và bệ tháp pháo được bảo vệ bởi vỏ giáp dày 8–9 inch (203–229 mm), ngoại trừ nóc tháp pháo dày 2,5–3,25 inch (64–83 mm). Độ dày của sàn tàu bọc thép nickel thay đổi 1–2,5 inch (25–64 mm); vách ngăn chống ngư lôi bằng thép nickel dày 2,5 inch (64 mm) được đặt ngang các hầm đạn và phòng đạn pháo. Sau khi trận Jutland bộc lộ ra sự mong manh của con tàu đối với đạn pháo bắn tới, một lớp vỏ giáp bổ sung dày 1 inch nặng khoảng 100 tấn Anh (102 t) được tăng cường cho bệ tháp pháo bên trên hầm đạn và nóc tháp pháo.

### Các cải biến trong thời chiến
Lion được nâng cấp hệ thống kiểm soát hỏa lực từ giữa năm 1915 đến tháng 5 năm 1916, tập trung việc định vị và khai hỏa các khẩu pháo dưới sự điều khiển từ máy đo tầm xa đặt trên cột ăn-ten chính. Pháo thủ tại các tháp pháo chỉ cần tuân theo con trỏ được điều khiển từ bộ kiểm soát hỏa lực để hướng khẩu pháo đến mục tiêu. Điều này đã cải thiện đáng kể độ chính xác, vì nó dễ dàng trinh sát điểm rơi của pháo, đồng thời hạn chế ảnh hưởng của sự chòng chành con tàu trên sự phân tán của đạn pháo.
Đến đầu năm 1918, Lion mang theo một thủy phi cơ kiểu Sopwith Pup và một Sopwith 1½ Strutter đặt trên các bệ cất cánh bố trí trên nóc các tháp pháo 'Q' và 'X'. Mỗi bệ có vải bạt để bảo vệ máy bay khỏi các yếu tố thời tiết.

## Lịch sử hoạt động

### Trước chiến tranh
Lion được đặt lườn tại Xưởng tàu Devonport ở Plymouth vào ngày 29 tháng 11 năm 1909. Nó được hạ thủy vào ngày 6 tháng 8 năm 1910 và đưa ra hoạt động vào ngày 4 tháng 6 năm 1912. Khi được đưa vào hoạt động, Lion trở thành soái hạm của Hải đội Tuần dương 1, vốn được đổi tên thành Hải đội Tàu chiến-Tuần dương 1 vào tháng 1 năm 1913; Chuẩn Đô đốc David Beatty tiếp nhận quyền chỉ huy Hải đội vào ngày 1 tháng 3 năm 1913. Lion cùng với phần còn lại của Hải đội Tàu chiến-Tuần dương 1 đã viếng thăm cảng Brest, Pháp vào tháng 2 năm 1914, và viếng thăm Nga vào tháng 6, nơi Lion tiếp đón Hoàng gia Nga lên thăm tàu tại Kronstadt.

### Trận Heligoland Bight

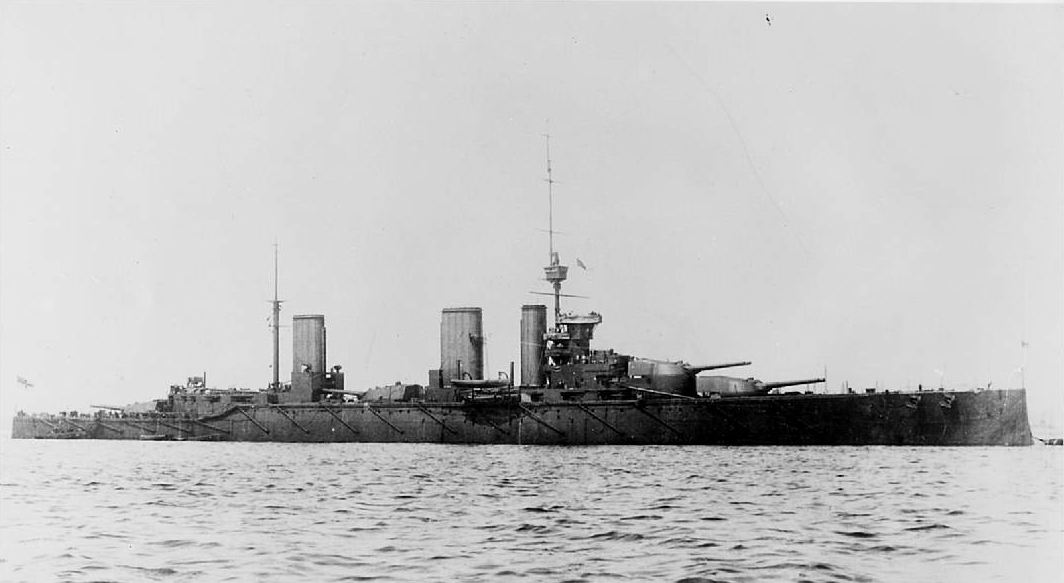
Tàu chiến-tuần dương HMS Lion

Hoạt động đầu tiên của Lion là trong vai trò soái hạm của lực lượng tàu chiến-tuần dương dưới quyền chỉ huy của Đô đốc Beatty trong Trận Heligoland Bight vào ngày 28 tháng 8 năm 1914. Các con tàu của Beatty thoạt tiên được dự định sẽ hỗ trợ từ xa cho các tàu tuần dương và tàu khu trục Anh tiếp cận bờ biển Đức trong trường hợp các tàu chiến chủ lực của Hạm đội Biển khơi Đức xuất quân đáp trả các cuộc tấn công của Anh. Chúng quay mũi về phía Nam đi hết tốc độ lúc 11 giờ 35 phút khi lực lượng hạng nhẹ Anh không tách ra kịp thời theo kế hoạch, và triều cường đang dâng cao khiến các tàu chiến chủ lực Đức có thể vượt qua các bãi tại cửa sông Jade Estuary. Chiếc tàu tuần dương hạng nhẹ mới nguyên Arethusa đã bị đánh hỏng trước đó trong trận chiến do hỏa lực từ các tàu tuần dương hạng nhẹ Đức Strassburg và Köln, khi các tàu chiến-tuần dương của Beatty hiện ra từ làn sương mù lúc 12 giờ 37 phút. Strassburg lẫn vào trong làn sương mù và né tránh được hỏa lực pháo, nhưng Köln vẫn bị trông thấy và nhanh chóng bị đánh hỏng bởi đạn pháo của hải đội. Tuy nhiên, Beatty bị thu hút khỏi hoạt động kết liễu nó do sự xuất hiện bất ngờ của chiếc tàu tuần dương hạng nhẹ cũ Ariadne ngay trước mũi. Ông quay mũi đuổi theo, biến nó thành một xác tàu cháy bùng chỉ với ba loạt đạn pháo ở khoảng cách chưa đầy 6.000 yd (5,5 km). Đến 13 giờ 10 phút, Beatty quay mũi về phía Bắc và ra mệnh lệnh chung để rút lui. Thành phần chủ lực của Beatty bắt gặp Köln đã bị đánh hỏng không lâu sau khi đổi hướng lên phía Bắc, và nó bị đánh chìm bởi hai loạt đạn pháo từ chiếc Lion.

### Cuộc bắn phá Scarborough
Hải quân Đức quyết định theo một chiến lược bắn phá các thị trấn Anh trên bờ biển Bắc Hải trong một nỗ lực lôi kéo và tiêu diệt từng phần Hải quân Hoàng gia. Trận bắn phá Yarmouth đầu tiên vào ngày 3 tháng 11 đã thành công một phần, nên một chiến dịch với quy mô lớn hơn được Đô đốc Franz von Hipper đặt ra sau đó. Các tàu chiến-tuần dương nhanh sẽ tiến hành bắn phá, trong khi toàn bộ Hạm đội Biển khơi sẽ chiếm lấy vị trí về phía Đông Dogger Bank sẵn sàng hỗ trợ cho lượt quay về đồng thời tiêu diệt mọi đơn vị Hải quân Anh phản ứng lại cuộc bắn phá. Nhưng người Đức đã không thể biết là phía Anh đã giải được mật mã hải quân của Đức và có kế hoạch đánh chặn lực lượng bắn phá trên đường quay trở về nhà; mặc dù họ không biết được sự có mặt ngoài biển của Hạm đội Biển khơi. Hải đội Tàu chiến-Tuần dương 1 của Đô đốc Beatty, giờ đây giảm xuống còn bốn chiếc trong đó có Lion, cùng với Hải đội Chiến trận 2 dưới quyền Phó Đô đốc Sir George Warrender với sáu thiết giáp hạm dreadnought, được cho tách ra từ Hạm đội Grand trong một cố gắng đánh chặn lực lượng Đức gần Dogger Bank.
Đô đốc Hipper khởi hành vào ngày 15 tháng 12 năm 1914 cho một đợt bắn phá khác và đã nả pháo thành công vào nhiều thị trấn Anh, nhưng các tàu khu trục Anh hộ tống cho Hải đội Tàu chiến-Tuần dương 1 đã đụng độ với các tàu khu trục Đức hộ tống cho Hạm đội Biển khơi lúc 05 giờ 15 phút, trong một trận chiến bất phân thắng bại. Đô đốc Warrender nhận được một tín hiệu lúc 05 giờ 40 phút rằng tàu khu trục Lynx đã đối đầu với tàu khu trục đối phương, mặc dù Đô đốc Beaty đã không biết. Tàu khu trục Shark đã nhìn thấy tàu tuần dương bọc thép Đức Roon cùng các tàu hộ tống lúc khoảng 07 giờ 00, nhưng đã không thể truyền tín hiệu cho đến 07 giờ 25 phút. Cùng với tàu chiến-tuần dương New Zealand, Warrender nhận được tin tức này, nhưng Beatty cũng không biết, mặc dù trong thực tế New Zealand được giao nhiệm vụ chuyển tiếp các thông điệp giữa các tàu khu trục và Beatty. Warrender tìm cách chuyển đi tin tức của Shark cho Beatty lúc 07 giờ 36 phút, nhưng đã không liên lạc được cho đến 07 giờ 55 phút. Beatty cho chuyển hướng ngay khi nhận được thông tin, và cho tách New Zealand ra để truy tìm Roon. Nó bị New Zealand đuổi kịp đúng vào lúc Beatty nhận được tin tức Scarborough đang bị bắn phá lúc 09 giờ 00. Beatty ra lệnh cho New Zealand gia nhập trở lại hải đội và quay về phía Tây hướng đến Scarborough.

Vị trí tương quan giữa các lực lượng Anh và Đức lúc khoảng 12 giờ 00

Lực lượng Anh được tách ra làm đôi để đi vòng qua khu vực nước nông Southwest Patch thuộc Dogger Bank; các con tàu của Beatty vòng lên phía Bắc, trong khi Warrender băng qua phía Nam khi chúng hướng về phía Tây ngăn chặn con đường chính ngang qua các bãi thủy lôi phòng thủ bờ biển Anh Quốc. Việc này đã để lại một khoảng trống 15 hải lý (28 km; 17 mi) mà lực lượng hạng nhẹ Đức bắt đầu di chuyển. Đến 12 giờ 25 phút, các tàu tuần dương hạng nhẹ thuộc Lực lượng Tuần tiễu 2 bắt đầu vượt qua lực lượng Anh để truy tìm Hipper. Tàu tuần dương hạng nhẹ Southampton trông thấy tàu tuần dương hạng nhẹ Đức Stralsund và báo cáo lên Beatty. Đến 12 giờ 30 phút Beatty quay mũi các tàu chiến-tuần dương của mình hướng về các con tàu Đức. Ông đoán rằng các tàu tuần dương Đức là lực lượng đi tiên phong cho các con tàu của Hipper, tuy nhiên chúng đang tụt lại phía sau khoảng 31 nmi (57 km). Hải đội Tuần dương nhẹ 2, vốn là lực lượng hộ tống cho các con tàu của Beatty, được cho tách ra để săn đuổi các tàu tuần dương Đức, nhưng một tín hiệu bị hiểu sai được truyền đạt từ các tàu chiến-tuần dương Anh đã điều chúng quay trở lại vị trí hộ tống. Sự lẫn lộn này cho phép các tàu tuần dương hạng nhẹ Đức thoát được, và báo động cho Hipper vị trí của các tàu chiến-tuần dương Anh. Các tàu chiến-tuần dương Đức lượn về phía Đông Bắc lực lượng Anh và thoát đi an toàn.

### Trận Dogger Bank
Ngày 23 tháng 1 năm 1915, một lực lượng tàu chiến-tuần dương Đức dưới quyền chỉ huy của Đô đốc Franz von Hipper lên đường để quét sạch khu vực Dogger Bank khỏi mọi tàu đánh cá hay tàu nhỏ của Anh vốn có thể hiện diện để thu thập tin tức tình báo về các hoạt động của phía Đức. Tuy nhiên, người Anh đã đọc được các bảng mã của đối phương, nên một lực lượng lớn các tàu chiến-tuần dương Anh dưới quyền chỉ huy của Đô đốc Beatty đã ra khơi để đánh chặn. Cuộc tiếp xúc đầu tiên diễn ra lúc 07 giờ 20 phút ngày 24 tháng 1, khi tàu tuần dương Arethusa phát hiện tàu tuần dương hạng nhẹ Đức Kolberg. Đến 07 giờ 35 phút, phía Đức nhìn thấy lực lượng của Beatty, và Hipper ra lệnh bẻ lái về phía Nam với tốc độ 20 hải lý trên giờ (37 km/h; 23 mph), tin rằng đủ nhanh nếu như đối phương ở về phía Tây Bắc của ông là những thiết giáp hạm Anh, và ông luôn luôn có khả năng tăng lên tốc độ tối đa 23 hải lý trên giờ (43 km/h; 26 mph) của Blücher nếu như đó là các tàu chiến-tuần dương Anh.
Beatty ra lệnh cho các tàu chiến-tuần dương của mình mở hết tốc độ có thể để bắt kịp các tàu chiến Đức trước khi chúng chạy thoát. Những chiếc dẫn đầu Lion, Princess Royal và Tiger, đạt đến 27 hải lý trên giờ (50 km/h; 31 mph) khi truy đuổi, và Lion khai hỏa lúc 08 giờ 52 phút ở khoảng cách 20.000 thước Anh (18.000 m). Các tàu khác tiếp nối vài phút sau đó, nhưng do ảnh hưởng bởi khoảng cách quá xa và tầm nhìn bị giảm sút, chỉ có thể bắn trúng Blücher phát đầu tiên lúc 09 giờ 09 phút. Bản thân các tàu chiến-tuần dương Đức nổ súng lúc 09 giờ 11 phút ở khoảng cách 18.000 thước Anh (16.000 m), và tập trung hỏa lực vào chiếc Lion. Chúng bắn trúng quả đạn pháo đầu tiên lúc 9 giờ 28 phút ở mực nước làm ngập nước một khoang chứa than. Không lâu sau đó một quả đạn pháo 21 xentimét (8,3 in) từ Blücher đã bắn trúng nóc tháp pháo 'A', gây một vết lỏm và loại bỏ khẩu pháo bên trái trong vòng hai giờ. Đến 09 giờ 35 phút, Beatty ra lệnh "Đối đầu với tàu tương đương trong hàng chiến trận đối phương", nhưng vị chỉ huy của Tiger, Đại tá Pelly, tin rằng Indomitable đã giao chiến cùng với Blücher, nên đã bắn vào Seydlitz giống như chiếc Lion đã làm, để lại Moltke không bị kháng cự và vẫn có thể tiếp tục bắn vào Lion mà không gặp khó khăn. Lion bắn trúng phát đạn pháo đáng kể đầu tiên trong trận chiến, khi một quả đạn pháo của nó xuyên thủng phòng đạn pháo tháp pháo đuôi của Seydlitz, kích nổ thuốc phóng đang được phơi bày. Đám cháy phát sinh lan nhanh sang tháp pháo lân cận, làm bốc cháy cả hai, khiến 159 người thiệt mạng.
Seydlitz bắn trả lúc 10 giờ 01 phút khi một quả đạn pháo 283 milimét (11,1 in) nảy tung trên mặt nước và trúng vào vỏ giáp dày 5 inch phía sau của Lion, mặc dù nó tịt ngòi. Tuy nhiên, lỗ hổng rộng 24 nhân 18 inch (610 nhân 460 mm) đã khiến ngập nước khoang chứa bảng mạch điện bên dưới, làm tắt hai trong số các máy phát điện của Lion. Derfflinger đã bắn trúng những phát nghiêm trọng nhất đối với Lion lúc 10 giờ 18 phút khi hai quả đạn pháo 305 milimét (12 in) đánh trúng mạn trái bên dưới mực nước. Áp lực của tiếng nổ mạnh đến mức thuyền trưởng của nó, Ernle Chatfield, nghĩ rằng nó bị đánh trúng ngư lôi. Một quả đạn pháo xuyên thủng lớp đai giáp dày 5 inch vào một ngăn bên mạn, làm thủng một khoảng vỏ giáp 30 nhân 24 inch (760 nhân 610 mm) và làm ngập một số ngăn cạnh phòng phóng và chứa ngư lôi. Một mảnh đạn đã gây thủng một lỗ trên ống thoát của động cơ kéo tời, khiến làm nhiễm nước mặn cho bộ ngưng tụ hơi nước phụ. Quả đạn pháo còn lại trúng vào phần đai giáp dày 6 inch, đẩy một tấm giáp đi khoảng 2 foot (0,61 m) vào bên trong và làm ngập nước một số khoang chứa than bên dưới. Đến 10 giờ 41 phút, một quả đạn pháo 283 mm bắn trúng lớp vỏ giáp dày 8 inch của tháp pháo 'A', nhưng chỉ gây một đám cháy nhỏ ở hành lang tháp pháo vốn nhanh chóng được dập tắt, cho dù hầm đạn bị làm ngập nước một phần do một báo cáo nhầm là nó cũng bị cháy. Không lâu sau đó Lion bị đánh trúng liên tiếp nhiều phát đạn, nhưng chỉ có một phát nghiêm trọng. Một quả đạn pháo đánh trúng đai giáp dày 9 inch ngay cạnh phòng động cơ, đẩy một tấm giáp rộng 16 nhân 5,75 foot (4,88 nhân 1,75 m) khoảng 2 ft vào bên trong và làm vỡ thùng nước nạp cho nồi hơi của động cơ bên mạn trái. Đến 10 giờ 52 phút, Lion bị bắn trúng tổng cộng 14 lần, bị ngập khoảng 3.000 tấn Anh (3.000 t) nước khiến nó nghiêng 10° sang mạn trái và bị giảm tốc độ. Không lâu sau đó động cơ bên mạn trái bị hỏng, và tốc độ của nó bị giảm thêm chỉ còn 15 hải lý trên giờ (28 km/h; 17 mph).
Vào cùng lúc đó Blücher đã bị hư hại nặng bởi hỏa lực của tất cả các tàu chiến-tuần dương Anh; tốc độ của nó giảm xuống còn 17 hải lý trên giờ (31 km/h; 20 mph) và bánh lái bị kẹt. Beatty ra lệnh cho Indomitable tấn công nó lúc 10 giờ 48 phút; sáu phút sau Beatty trông thấy cái mà ông nghĩ là kinh tiềm vọng của một tàu ngầm bên mạn phải, nên ra lệnh bẻ lái 90° ngay lập tức sang mạn trái để tránh tàu ngầm, cho dù ông đã không giương cờ hiệu "cảnh báo tàu ngầm" do hầu hết dây treo tín hiệu của Lion đã bị bắn bay mất. Hầu như ngay sau đó, Lion bị hỏng chiếc dynamo còn lại do bị tràn nước, làm mất điện và ánh sáng toàn bộ con tàu. Ông ra lệnh "Chuyển hướng Đông Bắc" lúc 11 giờ 02 phút để đưa các con tàu quay lại đuổi theo Hipper. Ông cũng giương hiệu lệnh "Tấn công đoạn hậu đối phương" trên một dây treo tín hiệu khác cho dù không có liên quan gì giữa hai tín hiệu trên. Điều này đã khiến Chuẩn Đô đốc Sir Gordon Moore, tạm thời chỉ huy trên chiếc New Zealand, nghĩ rằng tín hiệu này có nghĩa là tấn công Blücher, vốn cách khoảng 8.000 thước Anh (7.300 m) về hướng Đông Bắc; nên họ đã tách khỏi việc truy đuổi lực lượng chủ lực của Hipper để tấn công Blücher. Beatty cố gắng sửa chữa sai lầm, nhưng ông tụt lại phía sau cách xa các tàu chiến-tuần dương dẫn đầu, nên các tín hiệu của ông không thể đọc được giữa làn khói đạn pháo và sương mù dày đặc.
Động cơ bên mạn phải của Lion tạm thời phải tắt do nước nạp bị nhiễm mặn, nhưng được tái khởi động trở lại và nó hướng về vùng biển nhà với vận tốc 10 hải lý trên giờ (19 km/h; 12 mph), khi các tàu chiến-tuần dương còn lại bắt kịp nó vào khoảng 12 giờ 45 phút. Đến 14 giờ 30 phút, động cơ bên mạn phải của Lion lại gặp trục trặc và tốc độ bị giảm còn 8 hải lý trên giờ (9,2 mph; 15 km/h). Indomitable được lệnh kéo Lion trở về cảng lúc 15 giờ 00, nhưng nó phải mất hai giờ và hai lần cố gắng trước khi có thể bắt đầu kéo được Lion, và phải thêm một ngày rưỡi trước khi về đến cảng với vận tốc 7–10 hải lý trên giờ (8,1–11,5 mph; 13–19 km/h), ngay cả sau khi động cơ của Lion đã được sửa chữa tạm.
Lion được sửa chữa tạm thời tại Rosyth với gỗ và xi măng trước khi lên đường đi Newcastle upon Tyne để được sửa chữa tại xưởng tàu Palmers. Đó là do Bộ Hải quân Anh không muốn công luận biết rằng nó bị hư hại nặng đến mức cần được sửa chữa tại xưởng tàu Portsmouth hay Devonport, vốn sẽ bị xem là một dấu hiệu của sự thua trận. Nó được đặt nghiêng 8° sang mạn phải trong khi bốn giếng kín nước được đặt từ ngày 9 tháng 2 đến ngày 28 tháng 3 để sửa chữa khoảng 1.500 foot vuông (140 m2) vỏ đáy tàu cùng thay thế năm tấm vỏ giáp thép và cấu trúc nâng đỡ của chúng. Nó gia nhập trở lại lực lượng tàu chiến-tuần dương vào ngày 7 tháng 4, và lại đảm nhiệm vai trò soái hạm của Beatty. Nó đã bắn tổng cộng 243 quả đạn pháo 13,5 inch từ dàn pháo chính, và bắn trúng tổng cộng bốn phát: một phát cho Blücher và Derfflinger, và hai phát vào Seydlitz. Đổi lại nó bị phía Đức bắn trúng tổng cộng 16 lần, nhưng chỉ có một người thiệt mạng và hai mươi người khác bị thương.

### Trận Jutland

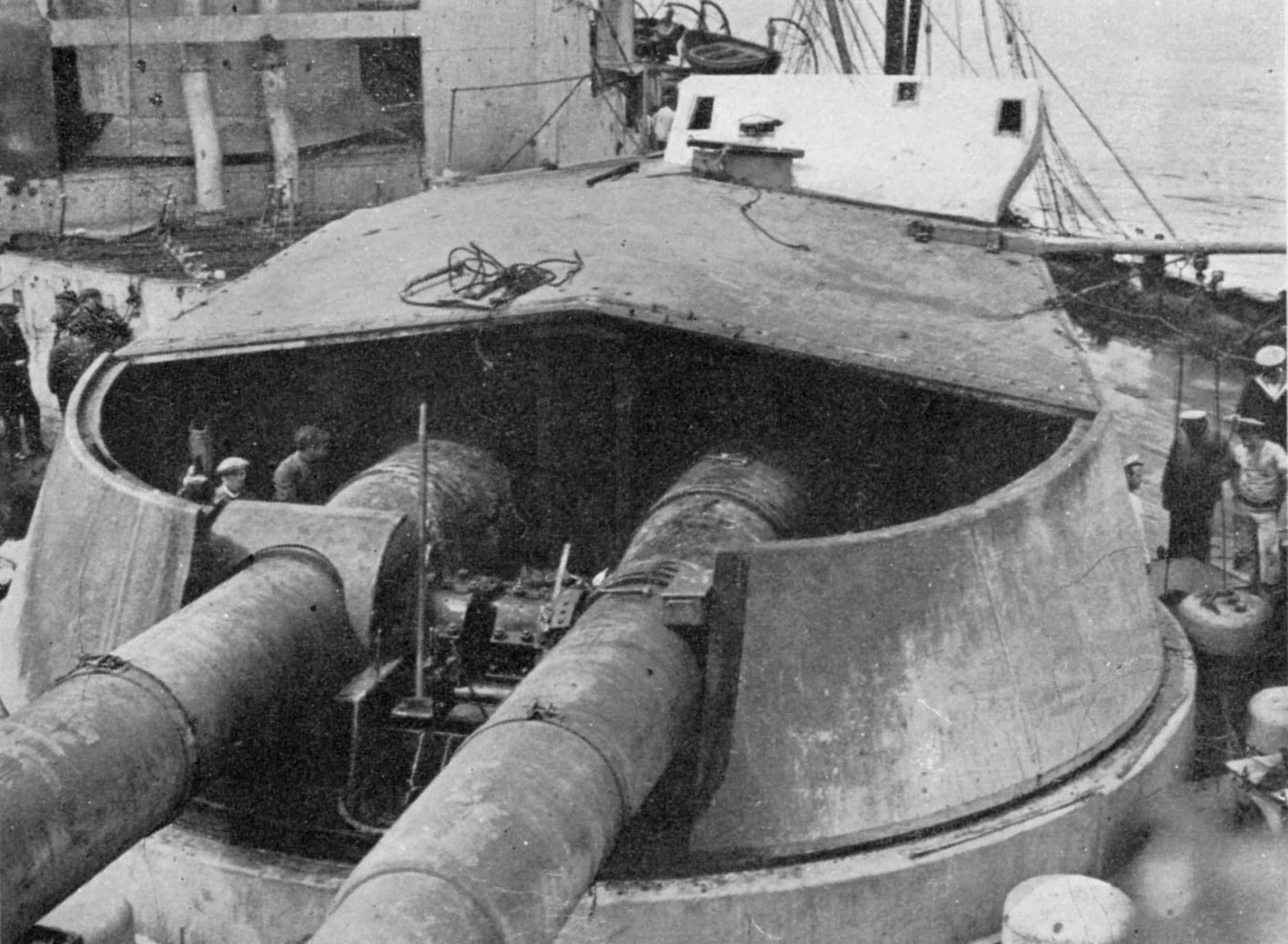
Tháp pháo 'Q' trên chiếc Lion, cho thấy lớp vỏ giáp bị bong ra do đám cháy đạn pháo

Ngày 31 tháng 5 năm 1916, Lion là soái hạm của Hải đội Tàu chiến-Tuần dương 1 dưới quyền Đô đốc Beatty, vốn đã ra khơi để đánh chặn một cuộc tiến quân của Hạm đội Biển khơi Đức vào Bắc Hải. Người Anh đã có thể giải mã các thông điệp vô tuyến của Đức, và đã rời căn cứ trước khi Hạm đội Đức ra khơi. Các tàu chiến-tuần dương của Hipper đã nhìn thấy Hải đội Tàu chiến-Tuần dương Anh về phía Tây lúc 15 giờ 20 phút, nhưng các con tàu của Beaty đã không nhìn thấy đối thủ ở phía Đông cho đến 15 giờ 30 phút. Hầu như ngay sau đó, lúc 15 giờ 32 phút, Beaty ra lệnh đổi hướng về phía Đông Đông Nam chắn ngang đường rút lui của Hạm đội Đức và truyền lệnh sẵn sàng tác chiến. Hipper ra lệnh cho các con tàu dưới quyền bẻ lái sang mạn phải, tách xa lực lượng Anh, hầu như 180°, theo hướng Đông Nam, và giảm tốc độ xuống còn 18 hải lý trên giờ (33 km/h; 21 mph), cho phép ba tàu tuần dương hạng nhẹ thuộc Đội tuần tiễu 2 có thể bắt kịp. Với cú đổi hướng này, Hipper quay trở lại thành phần chủ lực của Hạm đội Biển khơi, lúc đó còn cách 60 dặm (97 km) về phía sau. Vào khoảng thời gian này, Beatty đổi hướng về phía Đông, vì rõ ràng là ông ở quá xa về phía Bắc để có thể cắt ngang hướng đi của Hipper.
Đến đây bắt đầu một quá trình được gọi là đợt "Chạy về phía Nam" khi Beatty đổi hướng sang Đông Đông Nam lúc 15 giờ 45 phút, song song với hướng đi của Hipper, giờ đây ở khoảng cách dưới 18.000 thước Anh (16.000 m). Phía Đức khai hỏa trước tiên lúc 15 giờ 48 phút, và được phía Anh đáp trả. Các con tàu Anh vẫn đang còn trong quá trình đổi hướng, chỉ có hai chiếc dẫn đầu đội hình là Lion và Princess Royal ổn định được hướng đi khi các tàu Đức nổ súng. Hỏa lực của phía Đức khá chính xác ngay từ đầu, còn phía Anh đã ước lượng quá xa khoảng cách khi các con tàu Đức lẫn khuất trong làn sương mù. Là chiếc dẫn đầu đội hình, Lion đối đầu với Lützow, chiếc đối diện với nó trong đội hình Đức. Hỏa lực của Lützow khá chính xác, Lion bị bắn trúng hai lần trong vòng ba phút. Đến 15 giờ 54 phút, khoảng cách giữa hai bên được rút ngắn xuống còn 12.900 thước Anh (11.800 m), và Beatty ra lệnh bẻ lái 2 point (22,5°) sang mạn phải để gia tăng khoảng cách giữa hai bên lúc 15 giờ 57 phút.
Lion bắn trúng phát đầu tiên vào Lützow hai phút sau đó, nhưng Lützow đáp trả lúc 16 giờ 00 khi một trong những phát đạn pháo 305 mm của nó bắn trúng tháp pháo 'Q' của Lion ở khoảng cách 16.500 thước Anh (15.100 m). Quả đạn pháo xuyên thủng nơi tiếp giáp lớp vỏ thép mặt trước tháp pháo dày 9 inch và lớp nóc dày 3,5 inch, kích nổ ngay giữa khẩu pháo bên trái. Sức ép của vụ nổ bật tung vỏ bọc thép nóc phía trước và phía giữa của mặt trước tháp pháo, làm thiệt mạng hay bị thương toàn bộ nhân sự của tháp pháo, và gây ra một đám cháy cho dù các nỗ lực chữa cháy tin rằng đã dập tắt hoàn toàn được nó. Các chi tiết sau đó được mô tả khác nhau, nhưng cửa hầm đạn đã được đóng và hầm đạn được làm cho ngập nước khi đám cháy tiếp tục âm ỉ đã kích nổ tám liều thuốc phóng trong phòng đạn pháo lúc 16 giờ 28 phút. Chúng bùng cháy dữ dội, ngọn lửa bốc cao đến tận đầu cột ăn-ten, và đã giết chết hầu hết nhân sự của hầm đạn và phòng đạn pháo còn kẹt lại bên dưới. Sức hơi ép đã làm bung cánh cửa của hầm đạn, và hầm đạn đã có thể phát nổ nếu đã không làm ngập nước. Thiếu tá Francis Harvey, người chỉ huy tháp pháo bị tử thương, đã được truy tặng Huân chương Chữ thập Victoria do đã ra lệnh làm ngập nước hầm đạn.
Đến 16 giờ 11 phút, Lion trông thấy đường đi của một quả ngư lôi được Moltke phóng ra, băng qua bên dưới lườn tàu của nó, nhưng lại cho rằng xuất phát từ một tàu ngầm U-boat ở phía đối diện. Điều này lại được xác nhận khi tàu khu trục Landrail báo cáo trông thấy một kính tiềm vọng trước khi phát hiện đường đi của quả ngư lôi. Khoảng cách giữa hai bên đã trở nên quá xa để có thể bắn chính xác, nên Beatty đổi hướng 4 point (45°) sang mạn trái để rút ngắn khoảng cách từ 16 giờ 12 phút đến 16 giờ 15 phút. Sự cơ động này đã khiến Lion lại bắn trúng Lützow lúc 16 giờ 14 phút, nhưng Lützow đáp trả lại khi bắn trúng Lion nhiều phát sau đó. Khói và lửa do những cú bắn trúng này khiến Lützow mất dấu Lion, nên nó chuyển hỏa lực sang chiếc Queen Mary lúc 16 giờ 16 phút. Đến 16 giờ 25 phút, khoảng cách được rút ngắn xuống còn 14.400 thước Anh (13.200 m), và Beatty ra lệnh bẻ lái 2 point sang mạn phải để gia tăng khoảng cách một lần nữa. Tuy nhiên, việc cơ động này đã quá trễ đối với Queen Mary, nó bị bắn trúng nhiều lần liên tiếp và hầm đạn phía trước của nó nổ tung. Lúc 16 giờ 30 phút, tàu tuần dương hạng nhẹ Southampton, đi trinh sát phía trước các tàu chiến của Beatty, nhìn thấy các đơn vị của Hạm đội Biển khơi hướng lên phía Bắc với tốc độ tối đa. Ba phút sau, nó trông thấy cột ăn-ten của các thiết giáp hạm dưới quyền Phó Đô đốc Reinhard Scheer, nhưng đã chần chừ không báo cáo cho đến năm phút sau. Beatty tiếp tục tiến về phía Nam thêm hai phút nữa để xác định báo cáo về đối phương trước khi ra lệnh cho lực lượng dưới quyền bẻ lái 16 point sang mạn phải để quay lên phía Bắc.
Lion còn bị bắn trúng thêm hai lần nữa, trong quá trình được gọi là đợt "Chạy về phía Bắc", sau khi các tàu chiến-tuần dương Đức cũng quay mũi sang hướng Bắc để truy đuổi. Các con tàu của Beatty duy trì tốc độ tối đa, cố tạo ra khoảng cách giữa chúng và Hạm đội Biển khơi, và dần dần vượt ra khỏi tầm bắn. Chúng hướng lên phía Bắc, rồi Đông Bắc, tìm cách gặp gỡ thành phần chủ lực của Hạm đội Grand, và đến 17 giờ 40 phút lại nổ súng vào đối thủ Đức. Ánh sáng ngược khi mặt trời lặn đã che mắt các pháo thủ Đức nên họ không thể xác định các con tàu Anh, và đổi sang hướng Đông Bắc lúc 17 giờ 47 phút. Beatty dần dần chuyển về hướng Đông để các con tàu của ông có thể bảo vệ quá trình bố trí của Hạm đội Grand thành đội hình chiến trận; nhưng ông đã tính toán sai thời gian việc cơ động của mình, buộc các đơn vị Anh dẫn đầu cơ động về hướng Đông tách xa khỏi lực lượng Đức. Lúc 18 giờ 35 phút, Beatty đi theo sau Hải đội Tàu chiến-Tuần dương 3 khi chúng dẫn đầu Hạm đội Grand về hướng Đông Đông Nam, và tiếp tục đối đầu với các tàu chiến-tuần dương của Hipper về phía Tây Nam. Vài phút trước đó, Scheer đã ra lệnh một cú đổi hướng đồng loạt 180° sang mạn phải, và Beatty mất dấu đối phương trong làn sương mù.
Lúc 18 giờ 44 phút, Beatty đổi hướng các con tàu của mình sang hướng Đông Nam, rồi sang Nam Đông Nam bốn phút sau đó, để tìm kiếm lực lượng của Hipper. Beatty nhân cơ hội này ra lệnh cho hai chiếc tàu còn lại của Hải đội Tàu chiến-Tuần dương 3 chiếm lấy vị trí phía sau New Zealand rồi giảm tốc độ xuống còn 18 hải lý trên giờ (33 km/h; 21 mph) và đổi hướng về phía Nam để tránh không bị tách xa khỏi Hạm đội Grand. Vào lúc này con quay la bàn của Lion bị hỏng, và nó đi hết một vòng tròn rộng trước khi bánh lái của nó được kiểm soát trở lại. Đến 18 giờ 55 phút, Scheer ra lệnh một cú đổi hướng 180° khác, đưa các con tàu Đức vào một hướng đi hội tụ để đối đầu với Hạm đội Grand, vốn đã đổi hướng về phía Nam. Điều này cho phép Hạm đội Grand cắt ngang chữ T lực lượng của Scheer và gây hư hại đáng kể cho các chiếc dẫn đầu. Scheer ra lệnh một cú đổi hướng 180° nữa lúc 19 giờ 13 phút trong một nỗ lực nhằm giải thoát Hạm đội Biển khơi khỏi cái bẫy mà sự cơ động của ông đã tạo ra.

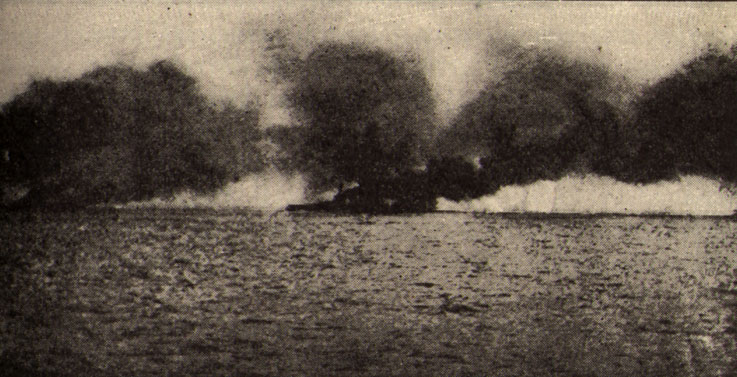
Lion bị đạn pháo bắn trúng trong Trận Jutland

Cú cơ động này đã thành công và phía Anh mất dấu các con tàu Đức cho đến 20 giờ 05 phút, khi Castor phát hiện khói ở hướng Tây Tây Bắc; mười phút sau nó tiếp cận, phát hiện nhiều tàu phóng lôi Đức và giao chiến cùng với chúng. Nghe thấy tiếng súng, Beatty ra lệnh cho các tàu dưới quyền quay mũi sang hướng Tây, và phát hiện các tàu chiến-tuần dương Đức chỉ cách có 8.500 thước Anh (7.800 m). Inflexible nổ súng lúc 20 giờ 20 phút, được nối tiếp hầu như ngay lập tức bởi các tàu chiến-tuần dương còn lại. Không lâu sau 20 giờ 30 phút, các thiết giáp hạm tiền-dreadnought thuộc Hải đội Chiến trận 2 dưới quyền Chuẩn Đô đốc Mauve bị phát hiện, và hỏa lực chuyển sang nhắm vào mục tiêu mới. Các tàu Đức chỉ nổ súng vài loạt đạn do tầm nhìn kém rồi quay mũi về phía Tây; các tàu chiến-tuần dương Anh bắn trúng đối thủ nhiều phát trước khi chúng biến mất vào làn sương mù lúc khoảng 20 giờ 40 phút. Sau đó Beatty chuyển hướng sang Nam Đông Nam và duy trì hướng đi này, dẫn trước cả Hạm đội Grand lẫn Hạm đội Biển khơi, cho đến 02 giờ 55 phút rạng sáng ngày 1 tháng 6 vào lúc có mệnh lệnh đổi hướng quay về nhà.
Lion và các tàu chiến-tuần dương còn lại về đến Rosyth sáng ngày 2 tháng 6 năm 1916, nơi nó được bắt đầu sửa chữa vốn kéo dài cho đến ngày 19 tháng 7. Phần còn lại của tháp pháo 'Q' được tháo dỡ, và nó không được thay thế mãi cho đến sau này. Nó bị bắn trúng tổng cộng mười bốn lần, chịu thương vong 99 người thiệt mạng và 51 người khác bị thương trong suốt trận chiến. Nó đã bắn 326 quả đạn pháo từ dàn pháo chính, nhưng chỉ bắn trúng Lützow bốn phát cùng một phát trên chiếc Derfflinger. Nó cũng đã bắn bảy quả ngư lôi: bốn nhắm vào các thiết giáp hạm, hai nhắm vào Derfflinger và một vào tàu tuần dương hạng nhẹ Wiesbaden nhưng tất cả đều không thành công.

### Các hoạt động sau cùng
Lion gia nhập trở lại Hải đội Tàu chiến-Tuần dương 1 vào ngày 19 tháng 7 năm 1916 mà không có tháp pháo 'Q', và lại đảm nhiệm vai trò soái hạm của Đô đốc Beatty. Tháp pháo được trang bị lại cho nó trong một đợt bảo trì ở xưởng tàu Armstrong Whitworth tại Elswick kéo dài từ ngày 6 đến ngày 23 tháng 9. Trong thời gian đó, vào chiều tối ngày 18 tháng 8, Hạm đội Grand ra khơi do một thông điệp được Phòng 40 giải mã cho biết Hạm đội Biển khơi Đức, thiếu mất Hải đội 2, sẽ rời cảng trong đêm đó. Mục tiêu của Đức là bắn phá Sunderland vào ngày 19 tháng 8, được trinh sát rộng rãi bởi khí cầu và tàu ngầm.
Hạm đội Grand lên đường với 29 thiết giáp hạm dreadnought và sáu tàu chiến-tuần dương. Trong suốt ngày 19 tháng 8, Jellicoe và Scheer nhận được những tin tức tình báo mâu thuẫn với nhau, vốn đưa đến hậu quả là trên đường đi đến điểm gặp gỡ tại Bắc Hải, Hạm đội Grand chuyển hướng lên phía Bắc do tin tưởng sai lầm là đang tiến vào một bãi mìn trước khi quay lại hướng Nam. Riêng Scheer lại bẻ lái về hướng Đông Nam để săn đuổi cái mà ông tin là một hải đội chiến trận Anh đơn độc được một khí cầu Đức phát hiện, nhưng thực ra chỉ là Lực lượng Harwich dưới quyền Thiếu tướng Hải quân Reginald Tyrwhitt. Nhận ra sai lầm, phía Đức đổi hướng quay trở về cảng nhà. Tiếp xúc duy nhất giữa hai phía là vào lúc chiều tối khi Tyrwhitt nhìn thấy Hạm đội Biển khơi, nhưng không thể đi đến một vị thế tấn công thuận tiện trước khi trời tối, nên đã tách ra khỏi trận chiến. Cả hai hạm đội Anh và Đức đều quay trở về nhà, phía Anh bị mất hai tàu tuần dương do các cuộc tấn công bằng tàu ngầm còn phía Đức có một thiết giáp hạm dreadnought bị hư hại bởi ngư lôi.
Lion trở thành soái hạm của Phó Đô đốc W. C. Pakenham vào tháng 12 năm 1916, khi ông kế nhiệm chức vụ Tư lệnh Hải đội Tàu chiến-Tuần dương 1, do Beatty được đề bạt lên chỉ huy Hạm đội Grand. Lion trải qua một giai đoạn bình yên cho đến hết thời gian còn lại của chiến, chỉ thực hiện các cuộc tuần tra tại Bắc Hải vì Hạm đội Biển khơi Đức bị cấm không được liều lĩnh thêm thiệt hại nào khác. Nó đã hỗ trợ từ xa cho lực lượng hạng nhẹ Anh trong trận Heligoland Bight thứ hai vào ngày 17 tháng 11 năm 1917, nhưng đã không đến tầm bắn của bất kỳ lực lượng Đức nào. Cùng với phần còn lại của Hạm đội Grand, Lion lên đường vào xế trưa ngày 23 tháng 3 năm 1918 sau khi tín hiệu vô tuyến cho thấy Hạm đội Biển khơi đã xuất quân trong một nỗ lực bất thành nhằm đánh chặn đoàn tàu vận tải Anh thường lệ đi đến Na Uy. Tuy nhiên, lực lượng Đức ở cách quá xa lực lượng Anh và đã thoát được mà không nổ súng. Khi Hạm đội Biển khơi đi đến Scapa Flow vào ngày 21 tháng 11 năm 1918 để bị lưu giữ, Lion nằm trong thành phần tàu chiến Đồng Minh hộ tống. Cùng với phần còn lại của Hải đội Tàu chiến-Tuần dương 1, Lion đã canh gác các con tàu bị lưu giữ cho đến khi được phân về Hạm đội Đại Tây Dương Anh Quốc vào tháng 4 năm 1919.

### Số phận
Lion được đưa về lực lượng dự bị vào tháng 3 năm 1920, được cho ngừng hoạt động vào ngày 30 tháng 3 năm 1922, và bị bán để tháo dỡ vào ngày 31 tháng 1 năm 1924 với trị giá 77.000 Bảng Anh. Nó phải được tháo dỡ nhằm tuân thủ hạn ngạch về tải trọng tàu chiến do Hiệp ước Hải quân Washington đặt ra.